# Doundou Chefou
 (janvier 2021).
Ibrahim Doundou Chefou est un militant nigérien et un commandant de niveau intermédiaire dans l'État islamique du Grand Sahara. Son nom de code est « Naylor Road » pour les États-Unis.

## Contexte
Chefou aurait dirigé l'embuscade d'un convoi de troupes américaines et nigériennes en octobre 2017 qui a fait quatre morts parmi les soldats américains et cinq parmi les nigériens. Ancien éleveur peul dans la région frontalière entre le Niger et le Mali, il a d'abord pris les armes pour combattre les voleurs de bétail touareg,. Selon le New York Times, les troupes américaines tentaient de localiser Chefou en octobre 2017 lorsqu'au moins cinquante militants censés être dirigés par lui les ont attaqués près du village de Tongo Tongo dans le sud-ouest du Niger.
Chefou est considéré par les responsables africains comme l'un des principaux propagateurs de troubles dans la région du Sahel. Le ministre de la défense du Niger l'a qualifié de « terroriste » et de « bandit ».